# Лебедиха (Орловская область)
Лебедиха — деревня в Троснянском районе Орловской области. Входит в состав Воронецкого сельского поселения. Население — 100 чел. (2010).

## География
Лебедиха находится в юго-восточной части области на Среднерусской возвышенности.
Часовой пояс
деревня Лебедиха, как и вся Орловская область, находится в часовой зоне МСК (московское время). Смещение применяемого времени относительно UTC составляет +3:00.

## Население
| 2002 | 2010 |
| ---- | ---- |
| 121  | ↘100 |

Национальный состав
Согласно результатам переписи 2002 года, в национальной структуре населения русские составляли 99 % от общей численности населения в 121 жителей.